# العلاقات الكمبودية المالية
العلاقات الكمبودية المالية هي العلاقات الثنائية التي تجمع بين كمبوديا ومالي.

## مقارنة بين البلدين
هذه مقارنة عامة ومرجعية للدولتين:
| وجه المقارنة                                              | كمبوديا                   | مالي            |
| --------------------------------------------------------- | ------------------------- | --------------- |
| المساحة (كم2)                                             | 181.03 ألف                | 1.24 مليون      |
| عدد السكان (نسمة)                                         | 16.01 مليون               | 18.54 مليون     |
| الكثافة السكانية (ن./كم²)                                 | 88.44                     | 14.95           |
| العاصمة                                                   | بنوم بنه                  | باماكو          |
| اللغة الرسمية                                             | اللغة الخميرية            | لغة فرنسية      |
| العملة                                                    | ريال كمبودي، دولار أمريكي | فرنك غرب أفريقي |
| الناتج المحلي الإجمالي (بليون دولار)                      | 22.16 مليار               | 15.29 مليار     |
| الناتج المحلي الإجمالي (تعادل القوة الشرائية) بليون دولار | 54.37 مليار               | 35.69 مليار     |
| الناتج المحلي الإجمالي الاسمي للفرد دولار أمريكي          | 1.16 ألف                  | 724             |
| الناتج المحلي الإجمالي للفرد دولار أمريكي                 | 3.26 ألف                  | 1.60 ألف        |
| مؤشر التنمية البشرية                                      | 0.555                     | 0.419           |
| رمز المكالمات الدولي                                      | +855                      | +223            |
| رمز الإنترنت                                              | .kh                       | .ml             |
| المنطقة الزمنية                                           | ت ع م+07:00               | 00              |

## منظمات دولية مشتركة
يشترك البلدان في عضوية مجموعة من المنظمات الدولية، منها:
| علم المنظمة | اسم المنظمة                                                | تاريخ انضمام كمبوديا | تاريخ انضمام مالي |
| ----------- | ---------------------------------------------------------- | -------------------- | ----------------- |
|             | وكالة ضمان الاستثمار متعدد الأطراف                         | 1 ديسمبر 1999        | 22 أكتوبر 1992    |
|             | منظمة الشرطة الجنائية الدولية                              | ?                    | ?                 |
|             | منظمة حظر الأسلحة الكيميائية                               | ?                    | ?                 |
|             | منظمة التجارة العالمية                                     | ?                    | ?                 |
|             | الفريق المعني برصد الأرض                                   | ?                    | ?                 |
|             | الأمم المتحدة                                              | 14 ديسمبر 1955       | 28 سبتمبر 1960    |
|             | العملية المشتركة للاتحاد الأفريقي والأمم المتحدة في دارفور | ?                    | ?                 |
|             | مؤسسة التمويل الدولية                                      | 26 مارس 1997         | 9 مايو 1978       |
|             | يونسكو                                                     | 3 يوليو 1951         | 7 نوفمبر 1960     |
|             | مؤسسة التنمية الدولية                                      | 22 يوليو 1970        | 27 سبتمبر 1963    |
|             | البنك الدولي للإنشاء والتعمير                              | 22 يوليو 1970        | 27 سبتمبر 1963    |
|             | المركز الدولي لتسوية المنازعات الاستشارية                  | 19 يناير 2005        | 2 فبراير 1978     |
|             | الاتحاد البريدي العالمي                                    | ?                    | ?                 |
|             | الاتحاد الدولي للاتصالات                                   | 10 أبريل 1952        | 21 أكتوبر 1960    |

## وصلات خارجية
- موقع وزارة الخارجية الكمبودية